# Cornel Roman
Cornel Ioan Roman (ur. 12 kwietnia 1952 w Bukareszcie) – rumuński judoka. Olimpijczyk z Moskwy 1980, gdzie zajął dziewiętnaste miejsce w wadze lekkiej.
Uczestnik mistrzostw świata w 1975, a także mistrzostw Europy w 1973 i 1978. Startował w turniejach międzynarodowych.

## Letnie Igrzyska Olimpijskie 1980
| Konkurencja | Eliminacje            | Klas. końcowa |
| Konkurencja | Przeciwnik I          | Miejsce       |
| ----------- | --------------------- | ------------- |
| 71 kg       | Seppo Myllylä (FIN) P | 19.           |